# Arnold Jonke
Arnold Jonke (Gmünd, 25 de diciembre de 1962) es un deportista austríaco que compitió en remo.
Participó en cuatro Juegos Olímpicos de Verano, entre los años 1988 y 2000, obteniendo una medalla de plata en Barcelona 1992, en la prueba de doble scull, y el quinto lugar en Atlanta 1996, en la misma prueba.
Ganó dos medallas en el Campeonato Mundial de Remo, en los años 1989 y 1990.

## Palmarés internacional
| Juegos Olímpicos   | Juegos Olímpicos     | Juegos Olímpicos  | Juegos Olímpicos |
| Año                | Lugar                | Medalla           | Prueba           |
| ------------------ | -------------------- | ----------------- | ---------------- |
| 1992               | Barcelona (España)   | Medalla de plata  | Doble scull      |
| Campeonato Mundial |                      |                   |                  |
| Año                | Lugar                | Medalla           | Prueba           |
| 1989               | Bled (Yugoslavia)    | Medalla de bronce | Doble scull      |
| 1990               | Tasmania (Australia) | Medalla de oro    | Doble scull      |